# Reinhard Forcher
Reinhard Forcher (* 1961) ist ein österreichischer Schauspieler.

## Leben
Reinhard Forcher machte seine Schauspielausbildung von 1989 bis 1993 an der Schauspielschule des Innsbrucker Kellertheaters. 1994 schloss er ein Studium an der Universität Innsbruck als Magister ab.
Von 1997 bis 2006 war er Ensemblemitglied des Tiroler Landestheaters in Innsbruck. Sein Filmdebüt gab er 1994 im Kinofilm Mautplatz von Regisseur Christian Berger. 2014 verkörperte er im Fernsehfilm Das Attentat – Sarajevo 1914 die Rolle des Thronfolgers Franz Ferdinand von Österreich-Este.
1997 gründete er mit Ursula Keplinger-Forcher in Tirol das Filmserviceunternehmen Creative Creatures GmbH. Gemeinsam haben sie eine Tochter, die Schauspielerin Ronja Forcher, und einen Sohn, Mikka Forcher.

## Filmografie (Auswahl)
- 1994: Mautplatz
- 1998: Helden in Tirol
- 2000: Da wo die Berge sind (Fernsehfilm)
- 2002: Andreas Hofer – Die Freiheit des Adlers (Fernsehfilm)
- 2002: Da wo die Liebe wohnt (Fernsehfilm)
- 2003: Ein himmlischer Freund (Fernsehfilm)
- 2004–2008: Im Tal des Schweigens (Fernsehserie)
- 2004: Bergkristall
- 2004: Crazy Canucks
- 2005: Die Geierwally (Fernsehfilm)
- 2005: SOKO Kitzbühel – Die Todesquelle (Fernsehserie)
- 2006: Das Weihnachts-Ekel (Fernsehfilm)
- 2007: Der Ruf der Berge – Schatten der Vergangenheit
- 2008/09: Der Bergdoktor
- 2009: Die Bergretter (Folge: Das Versprechen)
- 2009: SOKO Kitzbühel – Der Götterbote (Fernsehserie)
- 2010: Der Atem des Himmels
- 2011: Der Winzerkrieg (Fernsehfilm)
- 2011: Schandmal – Der Tote im Berg
- 2011: Tatort: Lohn der Arbeit (Fernsehreihe)
- 2012: SOKO Donau/SOKO Wien – Im freien Fall
- 2013: Die Bergretter – Der Tote im Berg
- 2014: Das Attentat – Sarajevo 1914 (Fernsehfilm)
- 2014: Der stille Berg
- 2015: Der Metzger und der Tote im Haifischbecken (Fernsehreihe)
- 2016: Rote Rosen (Fernsehserie)
- 2016: SOKO Donau/SOKO Wien – Scheinheilig (Fernsehserie)
- 2018: Das Wunder von Wörgl (Fernsehfilm)
- 2020: Landkrimi – Das Mädchen aus dem Bergsee (Fernsehreihe)
- 2023: Abenteuer Weihnachten – Familie kann nie groß genug sein (Fernsehfilm)